# مقاطعة ليك (أوريغون)
مقاطعة ليك (بالإنجليزية: Lake County)‏ هي إحدى مقاطعات ولاية أوريغون في الولايات المتحدة الأمريكية.